# Attaque contre des militaires au Carrousel du Louvre
L'attaque contre des militaires au Carrousel du Louvre est une attaque terroriste perpétrée le 3 février 2017 contre les militaires de l'opération Sentinelle au Carrousel du Louvre à Paris. L'assaillant, Abdalla El Hamahmi (ou El Hamahmy), un Égyptien radicalisé arrivé une semaine avant en France est condamné à 30 ans de prison en 2021.

## Contexte
Le 3 février 2017, date de l'attaque, la France est toujours en alerte selon le Plan Vigipirate. L'armée française est déployée sur le territoire dans le cadre de l'opération Sentinelle. Depuis les attentats de novembre 2015, l'état d'urgence est en vigueur. L'attaque intervient exactement deux ans après l'Attaque du 3 février 2015 à Nice.

## Déroulement des faits

Plan du Carrousel du Louvre et du palais du Louvre à Paris.

Le vendredi 3 février 2017, à 9 h 50, un homme du nom d'Abdallah El-Hamahmi avec deux sacs à dos tente de pénétrer dans le Carrousel du Louvre, l'espace permettant d’accéder au musée du Louvre de Paris et où se trouve une galerie commerciale. Quand des militaires de l'opération Sentinelle, présents dans la galerie et stationnés devant les installations de sécurité permettant l'accès au musée, lui demandent d’ouvrir ses sacs pour vérifier leur contenu, l'homme, vêtu d'un tee-shirt noir frappé d'une tête de mort et brandissant deux machettes menace verbalement la patrouille de quatre militaires,, puis tente d'agresser l'un d'eux avec une de ses machettes, en criant « Allahu akbar ! ». Le militaire parvient à esquiver l'attaque ; l'agresseur se dirige alors sur un autre soldat. Tombé au sol, le deuxième militaire repousse l'assaillant à coups de pied alors que ce dernier tente encore d'asséner des coups de machette. Le militaire pointe alors son fusil d'assaut de type FAMAS et ouvre le feu, une première fois vers le bas de l'abdomen,. Il faut trois tirs consécutifs supplémentaires pour stopper l'assaillant. L'agresseur est grièvement blessé par quatre ou cinq balles, notamment au ventre,. Le militaire attaqué est, pour sa part, légèrement blessé au cuir chevelu. Fouillé, l'individu est en possession de deux machettes et de bombes de peinture dans les sacs.
La zone du musée du Louvre est évacuée et entièrement bloquée par les forces de sécurité. Plus d'un millier de personnes se trouvant dans les musées du Louvre et des arts décoratifs, dans l'École du Louvre ou encore dans la Galerie du Carrousel lors de l'attaque, sont confinées pendant environ trois heures.
Grièvement blessé, l'agresseur est transporté à demi-conscient vers l'hôpital européen Georges-Pompidou, qui est rapidement encadré par un cordon de sécurité. Emmené au bloc opératoire où il est opéré par un chirurgien spécialisé dans l'appareil digestif et les viscères, il est admis en fin de journée en réanimation, avec un « pronostic vital très engagé ». Coïncidence du calendrier, la prise en charge du terroriste est supervisée par le médecin urgentiste Patrick Pelloux, ami des dessinateurs de Charlie Hebdo tués lors d'un attentat le 7 janvier 2015.
Le jour-même de l'attentat, la section antiterroriste du parquet de Paris se saisit de l'affaire et ouvre une enquête en flagrance pour « tentatives d'assassinats aggravées en relation avec une entreprise terroriste ». L'enquête est confiée à la section antiterroriste (SAT) de la brigade criminelle de la police judiciaire de Paris et à la direction générale de la Sécurité intérieure (DGSI).
Selon le procureur de la République François Molins, l'agresseur était « particulièrement déterminé ». Il indique en outre que « le militaire a scrupuleusement respecté la doctrine d'emploi des armes ». Le ministre de la Défense Jean-Yves Le Drian a estimé que l’attaque a « été gérée par un emploi gradué de la force » et il a loué « le sang-froid, le courage et le professionnalisme » de la patrouille des militaires attaqués. Selon le premier ministre Bernard Cazeneuve, cet acte est visiblement à caractère terroriste.

## Enquête
Le texte peut changer fréquemment, n’est peut-être pas à jour et peut manquer de recul. 
Le titre et la description de l'acte concerné reposent sur la qualification juridique retenue lors de la rédaction de l'article et peuvent évoluer en même temps que celle-ci.
Le suspect est un ressortissant égyptien de 29 ans. Une perquisition est menée dans l'après-midi du 3 février 2017 dans le 8e arrondissement de Paris, rue de Ponthieu, dans le quartier des Champs-Élysées. Lors de la perquisition, les enquêteurs trouvent une « somme de 965 €, deux étuis correspondant à celles des machettes, la facture d’achat des machettes, un pull correspondant à celui du jour de l’achat, une tablette numérique, des cartes prépayées, le passeport égyptien avec des visas pour l’Arabie saoudite et pour la Turquie en 2015 et 2016 ». 
On apprend dans la journée du 3 février que le suspect est arrivé en France le 26 janvier 2017 à l'aéroport de Roissy-Charles-de-Gaulle depuis Dubaï (Émirats arabes unis) grâce à un visa touristique, avec un vol retour prévu le 5 février. Inconnu des services de police et de renseignement, le suspect a acheté ses deux machettes à Paris, pour 680 € payés en liquide, dans une armurerie du quartier de la Bastille (XIe arrondissement) deux jours après son arrivée et avait « emménagé pour une semaine, contre un loyer de 1 700 euros ».
Grâce à l'examen d'un iPhone retrouvé dans une veste abandonnée sur les marches du Louvre, et d'une recherche effectuée sur la base européenne d'identification des visas Visabio (qui laisse apparaître la photo et les éléments biométriques des voyageurs), le suspect est identifié comme « Abdullah Reda al-Hamami », né à Dakahlia, une province située au nord-est du Caire en Égypte, et résidant aux Émirats arabes unis, sous réserve que cette identité n’ait pas été usurpée. L'individu est un commercial travaillant dans une entreprise spécialisée dans la protection de l’environnement à Charjah, aux Émirats arabes unis. Il a fait des études de droit à l'université de Mansourah, au nord du Caire et aurait travaillé dans un cabinet d'avocats local avant de gagner les Émirats arabes unis.
Le 4 février au soir, ses jours n’étant plus en danger, le suspect est placé en garde à vue à l’hôpital. Lors de la perquisition au logement qu’il a loué à Paris, aucune marque d’allégeance à un groupe djihadiste n’a été retrouvée. Le père du suspect, un ancien général de police en retraite, affirme que son fils n’a montré aucun signe de radicalisation et n’avait plus donné de nouvelles depuis vendredi. « Si j’avais reconnu des signes de radicalisation, je ne l’aurais jamais accepté ». Contacté par les médias, un de ses amis et son employeur se disent surpris par cette affaire, ne croyant pas qu'il ait pu commettre cet acte.
Ayant le profil d'un touriste aisé et diplômé, non fiché comme sympathisant djihadiste, fils d'un haut gradé de la police avec deux frères aînés également officiers de police, son profil étonne les enquêteurs français. Seule l'activité récente de son compte Twitter avec ce dernier tweet « Pas de négociation possible, pas de compromis, pas de pommade à passer, et certainement pas de retour possible. Il n'y a pas de paix dans la guerre », qui cite le haut dirigeant de l'État islamique Abou Mohammed al-Adnani, et la publication un jour auparavant d’autres posts troublants — des versets du Coran, est explicite. Deux bombes aérosols de peinture sont retrouvées dans son sac à dos, peut-être afin de saccager des œuvres d'art du musée du Louvre.
Lors de la première audition par les enquêteurs durant sa garde à vue, le dimanche 5 février, le suspect refuse de parler,.
Le 7 février, le suspect accepte pour la première fois de répondre aux policiers. Il décline notamment son identité, confirmant qu'il se nomme Abdallah El-Hamahmi et donne une première version des faits, expliquant avoir « agi de son plein gré », lorsqu’il est entré au Carrousel du Louvre pour, « selon lui, mener une action symbolique contre la France, qui était de dégrader des œuvres du musée » avec ses bombes de peinture. Selon une source proche du dossier, il indique avoir agi « sans être commandité par le groupe État islamique ». Dans la soirée, son état de santé s’étant « fortement dégradé », sa garde à vue est levée.
Le 10 février, Abdallah El-Hamahmi est mis en examen pour « tentatives d’assassinats sur personnes dépositaires de l’autorité publique en relation avec une entreprise terroriste » et « association de malfaiteurs terroriste criminelle ». Du fait de son état de santé, il est entendu brièvement par les enquêteurs.
Un an après les faits, le suspect reste un DPS (détenu particulièrement signalé) à la maison d'arrêt de Bois-d'Arcy. Aucun lien n'est encore établi entre lui et l'État islamique — qui n'a pas revendiqué l'action — et la zone irako-syrienne. Ainsi, ses deux passages en Turquie en 2015 et 2016 ont eu lieu dans l'ouest du pays, loin de la frontière syrienne.
Début janvier 2021, El-Hamahmi est renvoyé devant la cour d'assises spéciale pour être jugé.

## Procès
Le procès du mis en examen débute le 21 juin 2021 devant la cour d'assises spéciale à Paris. Il reconnaît à l'audience avoir prêté allégeance à l'organisation terroriste État islamique qui défend, d'après lui, un « islam modéré » mais explique qu'il était venu au Louvre avec l'intention de dégrader sévèrement plusieurs oeuvres comme la Vénus de Milo ou des toiles de De Vinci et de Géricault afin de protester contre les guerres en Syrie et au Yémen. Le représentant du Parquet national antiterroriste souligne la préparation de l'attaque depuis l'étranger et requiert une peine de 30 ans de prison assortie d'une période de sûreté des 2/3 ainsi que d'une interdiction définitive du territoire français, fustigeant la persistance de l'adhésion idéologique d'El-Hamahmi aux thèses islamistes. Le 24 juin 2021, la cour d'assises spéciale suit les réquisitions du procureur et le condamne à 30 ans de prison avec une période de sûreté des 2/3 ainsi qu'une interdiction définitive du territoire français pour « tentatives d’assassinats sur personnes dépositaires de l’autorité publique en relation avec une entreprise terroriste ».

## Réactions
- France : dans l'après-midi du 3 février 2017, de nombreux responsables politiques français condamnent sévèrement cette attaque et saluent la réactivité des forces de l'ordre[5]. 
  - Le président de la République François Hollande salue « le courage et la détermination » des militaires « face à l'agression sauvage »[5].
  - Le ministre de l'Intérieur Bruno Le Roux salue « le sang-froid et le professionnalisme des militaires et des policiers qui ont permis de neutraliser immédiatement l’individu armé »[4]. Le ministre des Affaires étrangères, Jean-Marc Ayrault, témoigne de son « soutien » au militaire attaqué[4]. Le Garde des Sceaux Jean-Jacques Urvoas appelle à la vigilance[5].
  - La maire de Paris Anne Hidalgo exprime sa « solidarité et celle des Parisiens aux forces de sécurité, ainsi qu’aux membres du personnel du Carrousel du Louvre (...) témoins de cette agression[4] ».
- États-Unis : le président des États-Unis Donald Trump estime le 3 février que la France est « de nouveau à cran »[4]. Il écrit sur Twitter : « Un nouveau terroriste islamiste radical a attaqué le Musée du Louvre à Paris. Les touristes étaient bloqués à l'intérieur. La France à nouveau sous tension. États-Unis : soyez intelligents ! », cette dernière phrase faisant référence au décret controversé qu'il a pris contre l'entrée aux États-Unis de ressortissants de plusieurs pays[26]

## Conséquences possibles
De nombreux titres de presse évoquent l'impact que cette nouvelle attaque pourrait avoir sur le tourisme à Paris,, tourisme qui après les attentats islamistes en 2015 et 2016 a connu une baisse de fréquentation particulièrement forte en Île-de-France (-12,4 %) avec un net recul de la clientèle étrangère (-16,1 %). Le manque à gagner en 2016 pour l'hôtellerie étant estimé à 900 millions d'euros, l'Ile-de-France, étant la région la plus touchée, avec une perte de 870 millions.
L'attentat survient le même jour où le dossier final de la candidature de Paris pour les Jeux olympiques de 2024 est remis au comité international olympique. Le président du CNOSF Denis Masseglia explique : « On s'en serait bien passé. Mais on a aussi montré notre capacité à faire face », alors que le secrétaire d’État aux Sports Thierry Braillard souligne : « On a accueilli 4 millions de personnes durant l'Euro de football, on vient de vivre un Mondial de handball sans le moindre incident. Aucune ville au monde n'est à l'abri du terrorisme et la France a prouvé qu'elle pouvait organiser de grands événements en toute sécurité ».